# Brennan Johnson
Brennan Johnson (Nottingham, 23 mei 2001) is een Welsh voetballer die doorgaans speelt als aanvaller. Hij verruilde Nottingham Forest in september 2023 voor Tottenham Hotspur dat 55 miljoen Euro betaalde. Johnson debuteerde in 2020 in het Welsh voetbalelftal.

## Clubcarrière
Johnson is een zoon van voormalig Jamaicaans international David Johnson. Hij werd op zijn achtste opgenomen in de jeugdopleiding van Nottingham Forest. Hiervoor debuteerde hij op 3 augustus 2019 in het eerste elftal, tijdens een wedstrijd in de Championship tegen West Bromwich Albion. Hij viel toen twee minuten voor tijd in voor Alfa Semedo. Nottingham Forest verloor die dag met 1–2. Nadat hij dat jaar een handvol wedstrijden mee mocht doen, bracht hij 2020/21 op huurbasis door bij Lincoln City. Hiervoor kwam hij dat seizoen 40 keer uit in de League One en drie keer in de play-offs voor promotie naar de Championship.
Meteen na zijn terugkeer van Lincoln City werd Johnson basisspeler bij Nottingham Forest. Hiervoor speelde hij in 2021/22 alle speelronden in de Championship. Hij bereikte met Nottingham de play-offs voor promotie naar de Premier League. Hij scoorde zestien keer in de reguliere competitie en deed dat ook in beide wedstrijden van de halve finale tegen Sheffield United. Hij won daarna samen met zijn ploeggenoten in de finale van Huddersfield Town. Johnson behield ook in de Premier League zijn basisplaats. Hij speelde zo ook in 2022/23 alle speelronden en scoorde daarin acht keer.
Johnson tekende in september 2023 voor vijf jaar bij Tottenham Hotspur, de nummer acht van Engeland in het voorgaande seizoen. Dat betaalde circa 55 miljoen euro voor hem aan Nottingham Forest.

## Clubstatistieken
| Seizoen | Club              | Competitie     | Competitie | Competitie | Beker | Beker | Internationaal | Internationaal | Totaal | Totaal |
| Seizoen | Club              | Competitie     | Wed.       | Dlp.       | Wed.  | Dlp.  | Wed.           | Dlp.           | Wed.   | Dlp.   |
| ------- | ----------------- | -------------- | ---------- | ---------- | ----- | ----- | -------------- | -------------- | ------ | ------ |
| 2019/20 | Nottingham Forest | Championship   | 4          | 0          | 4     | 0     | —              | —              | 8      | 0      |
| 2020/21 | → Lincoln City    | League One     | 40         | 10         | 2     | 1     | —              | —              | 42     | 11     |
| 2021/22 | Nottingham Forest | Championship   | 46         | 16         | 4     | 1     | —              | —              | 50     | 17     |
| 2022/23 | Nottingham Forest | Premier League | 38         | 8          | 6     | 2     | —              | —              | 44     | 10     |
| 2023/24 | Nottingham Forest | Premier League | 3          | 0          | 1     | 0     | —              | —              | 4      | 0      |
| Totaal  | Totaal            | Totaal         | 131        | 34         | 17    | 4     | 0              | 0              | 148    | 38     |

Bijgewerkt op 5 september 2023.

## Interlandcarrière
Johnson kon kiezen of hij uit wilde komen voor Engeland, Jamaica of Wales. Hij begon in de nationale jeugdselecties van Engeland, maar verkoos in 2018 toch die van Wales. Johnson debuteerde op 12 november 2020 in het Welsh voetbalelftal. Bondscoach Robert Page liet hem toen invallen in een oefeninterland tegen Amerika. Hij werd vanaf september 2021 een vaste naam in de selectie van Wales. Page nam hem een jaar later mee naar het WK 2022, zijn eerste eindtoernooi. Hierop was hij invaller in alle drie de wedstrijden die Wales dat toernooi speelde.